# The Idolmaster
The Idolmaster (アイドルマスター Aidorumasutā?, estilizado oficialmente como THE iDOLM@STER) es una franquicia de medios, originalmente de videojuegos de simulación y ritmo japoneses, creada por Bandai Namco Entertainment (anteriormente Namco). La saga principalmente sigue la carrera de un productor que trabaja para el estudio ficticio de tarento 765 Production y tiene que trabajar con una selección de pop idols. Lanzado originalmente como juego de arcade en 2005, la franquicia ha crecido con numerosos ports, secuelas y spin-offs en varias consolas de videojuegos, incluyendo varios juegos de red social. La serie incluye una variedad de contenido en otros medios, como anime (en 2007, 2011, 2015 y 2017), audio dramas y programas de radio. Cada entrega de la serie ha experimentado diferentes niveles de éxito, pero el conjunto de juegos y contenido relacionado ha generado 10 mil millones de yenes en 2013.

## Sistema de juego
Al inicio del juego, el jugador escribe su nombre de productor. El nombre siempre termina en "-P". Luego selecciona una ídol. El productor decide los horarios de las ídols, las entrena, se comunica con ellas y las envía a conciertos o audiciones.

## Serie de juegos

### Primeros años
Estos juegos pertenecen a una línea de tiempo separada conocida como First Vision, siendo la continuidad original.

#### THE iDOLM@STER
Lanzado el 26 de julio de 2005 en máquinas de arcade, en este juego el jugador toma el papel del productor de 765 Production, que tendrá que ayudar a las 9 idols a llegar al estrellato. Los datos de la partida se pueden guardar en una tarjeta, que permite al jugador continuar la partida más tarde.

#### THE iDOLM@sTER (Xbox 360)
El juego de Xbox 360 contiene nuevas canciones y cuenta con las 9 idols originales más una idol nueva llamada Miki Hoshii.

#### THE iDOLM@STER Live for You!
Lanzado el 28 de febrero de 2008 para la Xbox 360, en este juego el jugador no es el productor de las idols sino un fan, que tendrá el título de "Productor especial" y tendrá que programar los conciertos de las idols. Se centra más en el aspecto musical del juego que en las versiones anteriores.

#### THE iDOLM@STER SP
El 23 de julio de 2008, se anunció una versión de PSP de The Idolm@ster por la revista Famitsu. Es un port directo de la versión de arcade, pero tiene 3 versiones diferentes, llamadas Perfect Sun, Missing Moon and Wandering Star. Cada juego tiene 3 de las ídolos originales para trabajar (excepto en Wandering Star, en donde se es el productor de 4, contando a las gemelas Ami y Mami)
Lanzados el 19 de febrero de 2009 en Japón, en los tres juegos el jugador compite contra las idols de "Project Fairy", un grupo creado por la compañía rival 961 Production. Cada juego tiene una idol rival: Hibiki Ganaha en Perfect Sun, Takane Shijou en Wandering Star y Miki Hoshii en Missing Moon (esta cambió de compañía tras los acontecimientos de Live for You!, ya que no se sentía a gusto).

### Juegos de la 2nd Vision

#### THE iDOLM@STER Dearly Stars
El juego se lanzó el 17 de septiembre de 2009 para Nintendo DS. Aparecen todos los personajes de los juegos anteriores para guiar a las idols de 876 Production, aunque la línea de tiempo es independiente a los anteriores títulos. En este juego el jugador cambia de perspectiva y de mecánica a simulador de vida y controla directamente a una de las idols: Ai Hidaka, Eri Mizutani o Ryo Akizuki. Solo cuenta con minijuegos si se juega en modo historia, que son 5: lecciones de letra, de baile y visuales, hacer propaganda y entrar a la audiencia, pero existe una opción que permite descansar a la idol, siendo un domingo la única opción disponible, pero se puede optar por salir a la calle a ver las actuaciones de las demás idols. Depende de las conversaciones, si es parte de la historia o si hace una propaganda, el juego cambia a trivia, en donde si responde una pregunta, ayudará o perjudicará a la idol, afectando su barra de vida. En lecciones, son 6 fases, en donde cada fase se obtiene el grado de A a E o una falla (X y texto BAD), dependiendo de la acción del jugador y el resultado final es: BAD (rebaja la barra de vida) → NORMAL (mantiene la barra de vida) → GOOD (aumenta la barra de vida) → PERFECT (aumenta la barra de vida y corazones). Si se elige una de las 3 lecciones, aumentará esa lección pero rebajará las 2 restantes. En audiencia, por cada corazón obtenido en conversaciones o en los demás minijuegos, puede afectar el ritmo si se usa uno, y, verifica a la idol si pasa o no. Si la idol pasa, empezará a transmitir en vivo la canción escogida el día lunes de la última semana. Cuenta con modo Wi-Fi, conexión Wireless u múltiples finales. Si se usa la tarjeta DS original en una consola con cámara (Nintendo DSi o la familia 3DS), es posible detectar códigos QR publicados en revistas o por internet para obtener objetos.

#### THE iDOLM@STER 2
El juego se anunció en el concierto del 5º aniversario de la saga, y se lanzó el 24 de febrero de 2011 para la XBOX 360. Este juego continua los eventos de Dearly Stars, siendo el segundo de la nueva línea de tiempo llamada 2nd Vision. Nuevamente el jugador encarna a un productor novato que comienza su carrera en 765 Production, pero se ignoran elementos anteriormente presentados y se agregan nuevos. Unos ejemplos de los cambios son: Las idols rivales pertenecientes al 'Project Fairy' de 961 Production (Takane, Hibiki y Miki) pasan a formar parte de 765 Production permanentemente, por tanto Miki nunca cambio de compañía y su personalidad ya no es perezosa desde el principio, Takane y Hibiki nunca pertenecieron a 961 Production. Las idols son un poco mayores, esto se debe a que los eventos se ubican de medio año a un año después de su debut. Algunas cambiaron de apariencia (Mami lleva el pelo más largo que su hermana, Azusa tiene el pelo más corto y Miki es rubia natural, etc). 961 Production ha creado un grupo de idols masculinos llamado 'Project Jupiter' para competir contra las idols de 765 Production reemplazando a 'Project Fairy' de las versiones anteriores. Otra diferencia más notable es que Ritsuko Akizuki ahora también es una productora (dejando su rol anterior como idol) y se convierte en la responsable del nuevo grupo que ella misma creó, conocido como 'Ryuuguu Komachi' (formado por Azusa, Iori y Ami) por lo cual ninguna es jugable. Una versión para PS3 se lanzó el 26 de octubre de 2011 con contenido actualizado, además permitiendo una ruta con las idols anteriormente mencionadas.

#### The Idolmaster: Shiny Festa
El juego se lanzó 25 de octubre de 2012 en Japón, para la consola PSP. El juego contará con 3 versiones diferentes: "Honey Sound", "Funky Note" y "Groovy Tune".
Al contrario que en los juegos previos de la saga, donde el jugador se centra en la carrera de la ídol, "Shiny Festa" es un juego de ritmo. Durante un festival, los personajes interpretarán conciertos en vivo como ídolos e incluso como banda (junto con instrumentos). Los juegos contienen nuevas animaciones y nuevas canciones.
Cada Shiny Festa contiene un grupo diferente de ídols. Honey Sound incluye a Chihaya Kisaragi, Haruka Amami, Ritsuko Akizuki y Azusa Miura. Funky Note contiene a Yayoi Takatsuki, Hibiki Ganaha y Iori Minase, así como a Ami y Mami Futami. Finalmente, Groovy Tune contiene a Miki Hoshii, Yukiho Hagaiwara, Makoto Kikuchi y Takane Shijou.
En el concierto del 7º aniversario de Idolmaster, Namco Bandai reveló que el juego incluiría un episodio original de anime de 23 minutos de duración, diferente para cada versión, dirigido por el mismo personal que produjo el anime de 2011, incluyendo al director Atsushi Nishigori.

### Juegos para móviles

#### The Idolmaster Cinderella Girls
Lanzado en 2011 para la plataforma Mobage, Cinderella Girls es un juego de cartas basado en la franquicia Idolmaster. Una versión mejorada para iOS y Android se lanzó 2 años después, bajo el subtítulo Starlight Stage. Aunque posee a las idols originales, también incluye a idols nuevas diseñadas por Annin Douhu, diseñador de personajes de la franquicia. Actualmente, el juego cuenta con más de 150 idols para obtener, y algunas de ellas han conseguido CDs. Las idols más populares también han aparecido en Shiny Festa y una de ellas en la película de 2014.

#### The Idolmaster Million Live
Lanzado en 2012 para la plataforma GREE, también es un juego de cartas que incluye a las idols de 765 Production, aunque también aparecen idols nuevas diseñadas por Atsushi Nishigori, diseñador de personajes del anime. Algunas de estas idols aparecieron en la película de 2014.

#### The Idolmaster SideM
Fue lanzado el 28 de febrero de 2014. El juego presenta un sistema de cartas similar a los otros juegos para móviles, pero como principal característica se centra en idols masculinos de la agencia de talentos 315 Production, que también incluye al grupo 'Jupiter' anteriormente afiliado a 961 Production.

#### The Idolmaster Million Live! Theatre Days
Es el sucesor de The Idolmaster Million Live y fue lanzado el 29 de junio de 2017.

## Adaptaciones

### Anime

#### Idolmaster: Xenoglossia
La saga fue adaptada por primera vez a una serie de anime, llamada Idolmaster: Xenoglossia de Sunrise. Dirigida por Tatsuyuki Nagai, se emitió en Japón entre abril y octubre de 2007. Numerosos funcionarios de Sunrise que trabajaron en Xenoglossia también han trabajado anteriormente en Mai-HiME y Mai-Otome. La trama se centra en mechas y las ídols son diez futuras pilotos de combate de robots, ocho de ellas también se hacen pasar por estudiantes. Algunas chicas recibieron diferentes edades. Chihaya, Iori y Yayoi son 2 años mayores (17, 16 y 15, respectivamente), mientras que Yukiho es un año más joven. Cabe señalar que la serie no tiene relación con la historia de los juegos y ocurre en un universo alterno.

#### The Idolmaster: Live For You! (OVA)
Una OVA de 17 minutos se incluyó en la edición limitada de "Live for You!".

#### THE iDOLM@STER (2011)
En enero de 2009, un tráiler anunciaba una nueva serie de anime más fiel a los juegos. La serie, producida por A-1 Pictures, bajo la dirección de Atsushi Nishigori y el guion de Tōko Machida, empezó su emisión el 7 de julio de 2011 y terminó el 23 de diciembre del mismo año con un total de veinticinco episodios. Es una adaptación de THE iDOLM@STER 2 con varios cambios en la trama para reflejar las historias de cada personaje y por tanto su línea de tiempo es independiente de los juegos. El anime usa el mismo reparto de voces que el juego.
Una OVA fue lanzada el 16 de junio de 2012 contando como el vigésimo sexto episodio, continuado por las OVA de Shiny Festa y finalmente una película en 2014.

#### Puchimas! Petite iDOLM@STER
Una adaptación del manga spin-off creado por Akane, Puchimas! Petite Idolm@ster (ぷちます！ プチアイドルマスター Puchimasu! Puchi Aidorumasutā?), se anunció en septiembre de 2012. La serie trata sobre las ídols de 765 Production, acompañadas de versiones super deformed de ellas mismas. Se transmitió entre el 1 de enero y el 29 de marzo de 2013, y contó con 64 capítulos de 2 minutos cada uno. Un original video animation (OVA) (también conocido como Episode 0) fue incluido con la revista Dengeki Maoh, de ASCII Media Works el 27 de octubre de 2012. El tema de inicio es "La♪La♪La♪ Wonderland" (ら♪ら♪ら♪わんだぁらんど Ra♪Ra♪Ra♪ Wandārando?).
En 2014 se lanzó una segunda temporada de 74 capítulos titulada Puchimas! Petite Petite Idolm@ster (ぷちます！！プチプチ・アイドルマスター Puchimasu! Puchi Puchi Aidorumasutā?). Se emitió entre abril y junio con una duración de 2 minutos por capítulo.

#### THE iDOLM@STER Cinderella Girls
Se realizó una adaptación a serie de anime de The Idolmaster Cinderella Girls producida por A-1 Pictures. Se emitieron trece episodios de enero a abril de 2015. Una segunda temporada con 12 capítulos se emitió de julio a octubre de 2015. Sigue la misma línea de tiempo que el anime de 2011, después de la película de 2014.

#### THE iDOLM@STER SideM
Se realizó una adaptación a serie de anime del juego spin-off The Idolmaster SideM, protagonizado por personajes masculinos. Fue producida por A-1 Pictures y se emitió entre octubre y diciembre de 2017. Sigue la línea de tiempo del anime de 2011 y Cinderella Girls.

### Manga
El juego iDOLM@STER ha recibido numerosas adaptaciones al manga. Aparte de los tomos únicos lanzados por varias editoriales, se han publicado:
- The iDOLM@STER -relations-: Centrado en la historia de Miki durante el primer juego de XBOX.
- The iDOLM@STER Break!: Basado en el juego Live for You!, cuenta las experiencias que tiene el productor especial con las idols.
- The iDOLM@STER Dearly Stars Splash Red: Sigue la historia de Ai en el juego Dearly Stars.
- The iDOLM@STER Dearly Stars Neue Green: Sigue la historia de Ryou en el juego Dearly Stars.
- The iDOLM@STER Dearly Stars Innocent Blue: Sigue la historia de Eri en el juego Dearly Stars.
- Idolmaster Xenoglossia: Basado en la historia original del anime.
- Petit Idolmaster: Un 4-koma de aventuras de las idols en super deformed.
- The Idolmaster Nemurihime: Centrado en la historia de Chihaya en el segundo juego.
- The Idolmaster Cinderella Girls Rockin' Girl: Centrado en la historia de Riina Tada, una de las idols de Cinderella Girls.

### Otros medios
Frontier Works publicó 12 CDs Drama entre el 2005 y 2009: seis basados en el juego de arcade, tres basados en el de Xbox 360, y tres basados en The Idolmaster SP. Lantis lanzó tres CDs Drama basados en Idolmaster: Xenoglossia en 2007. Frontier Works también publicó dos CDs Drama basados en Puchimas! Petit Idolmaster en 2011.
Una serie de televisión dramática surcoreana basada en los juegos y titulada The Idolmaster KR fue lanzada en abril del 2017, emitiéndose 24 capítulos hasta octubre de ese mismo año.